# Leptoneta anocellata
Leptoneta anocellata är en spindelart som beskrevs av Chen, Zhang och Song 1986. Leptoneta anocellata ingår i släktet Leptoneta och familjen Leptonetidae. Inga underarter finns listade i Catalogue of Life.